# Валь, Ян де (художник)
Ян де Валь (нидерл. Jan de Waal, англ. Jan de Wael, лат. Ioannes de Wael; 1558—1633) — южнонидерландский (фламандский) художник и гравёр эпохи барокко, который в основном писал произведения на религиозные темы, а также пейзажи.

## Биография
Ян де Валь родился в семье бедных художников из Антверпена. По достижении 14-летнего возраста был зачислен в Гильдию Святого Луки и стал учеником Франса Франкена ван Херенталя. В 1584 году  завершил обучение в гильдии, получив звание мастера. Затем в поиске новых идей он уезжает в Париж вместе со своим другом Яном де Мейером (также художником-гравёром). Потрудившись на славу несколько лет и создав множество гравюрных штампов, Де Валь вернулся в свой родной город, где в 1588 году обручился с Гертрудой де Йоде — сестрой Питера де Йоде-Старшего. Спустя несколько лет он снова отправляется в путешествие — на этот раз он едет навестить своего брата в Геную и через пару лет снова возвратится на родину, где и проживёт до конца своих дней вместе с женой, которая в течение двух лет (с 1591 по 1592) родит ему двух сыновей. Почти сразу после возвращения из Италии в 1594 году Де Валь стал деканом гильдии, но пробыл в этой должности совсем недолго — около шести лет (в 1600-м году его пост занял Виллем де Вос). Последние годы жизни Ян де Валь полностью посвятил своему загородному поместью вблизи Антверпена, где вместе с супругой он и осел, занимаясь преимущественно домашним хозяйством и почти не уделяя времени рисованию. 
Его сыновья Корнелис и Лукас де Валь также пошли по стопам отца и стали гравёрами. После окончания учёбы в Гильдии Святого Луки они вместе уехали в Италию, но в отличие от отца прожили там значительно дольше и даже открыли собственную гравировальную мастерскую в Генуе — там же, где позже и поселились.
К сожалению, до нас не дошло практически ни одной работы, подписанной рукой Де Валя, но в истории он остался мастером своего дела.